# حسن أباد تنغ سرخ (سررود الجنوبي)
حسن أباد تنغ سرخ (بالفارسية: حسن‌آباد تنگ سرخ) هي قرية تقع في إيران في قسم سررود الجنوبي الريفي. يقدر عدد سكانها بـ 31 نسمة .